# Scelta Europea
Scelta Europea, ufficialmente Scelta Europea con Guy Verhofstadt - Alleanza Liberali Democratici Europei, è stata una lista elettorale italiana costituita in vista delle elezioni europee del 2014 da tre principali soggetti politici:
- Centro Democratico di Bruno Tabacci;
- Scelta Civica di Stefania Giannini;
- Fare per Fermare il Declino di Michele Boldrin;

La lista sosteneva la candidatura di Guy Verhofstadt, già primo ministro belga e presidente in carica del Gruppo ALDE al Parlamento europeo, alla Presidenza della Commissione europea.
Nonostante le molteplici iniziative per ampliare il proprio consenso, la formazione ha ottenuto soltanto lo 0,72% dei voti.

## Storia
Il 4 marzo 2014 Guy Verhofstadt, nel corso di una conferenza stampa tenutasi a Roma, presenta la lista elettorale a sostegno della propria candidatura: all'evento partecipano il vicepresidente dell'ALDE ed eurodeputato uscente Niccolò Rinaldi, il capogruppo di Scelta Civica alla Camera Andrea Romano, la presidente del Partito Federalista Europeo Stefania Schipani, il deputato e presidente del Centro Democratico Bruno Tabacci, il professore e membro della segreteria politica di Fare per Fermare il Declino Ezio Bussoletti e altri esponenti di partiti e movimenti liberali ed europeisti italiani.
Tuttavia, dopo alcune vicissitudini e contrasti riguardanti la compatibilità fra i vari partiti facenti parte della lista unica, Scelta Civica decide di defilarsi da Scelta Europea e il 25 marzo presenta una propria lista chiamata Scelta Civica per l'Europa.. Scelta Europea presenta invece un logo in cui sono presenti i simboli di Centro Democratico, di Fare e dell'ALDE.
Alla fine la frattura fra i partiti si ricompone e il 5 aprile 2014 avviene la presentazione ufficiale della lista e del logo, che riporta i simboli di Centro Democratico, Scelta Civica per l'Italia e Fare per Fermare il Declino, con la presenza di Guy Verhofstadt, Niccolò Rinaldi, il presidente emerito della Corte costituzionale ed esponente di Centro Democratico Giovanni Maria Flick, l'imprenditore e presidente di Fare Santo Versace, il senatore e capogruppo di Scelta Civica Gianluca Susta e la presidente dei Conservatori Social Riformatori Cristiana Muscardini.
Il 17 aprile 2014 vengono presentate ufficialmente le liste ed i capolista: Gianluca Susta per il Nord-ovest, il coordinatore nazionale di Fare Michele Boldrin al Nord-est, la senatrice di Scelta Civica e ministra Stefania Giannini per il Centro, il deputato Bruno Tabacci per il Sud e la consigliera regionale sarda di Centro Democratico Anna Busia per le Isole.

## Adesioni
- Centro Democratico (centristi/socioliberali) di Bruno Tabacci;
- Fare per Fermare il Declino (liberali/liberisti/europeisti) di Michele Boldrin;
- Scelta Civica (centristi/liberali/europeisti) di Stefania Giannini[9];
- Partito Federalista Europeo (federalisti europei) di Stefania Schipani;
- Movimento Conservatori Social Riformatori di Cristiana Muscardini[10];
- Partito Repubblicano Italiano (socioliberali) di Francesco Nucara[11];
- Partito Liberale Italiano (liberali) di Stefano De Luca[12];
- Federazione dei Liberali di Raffaello Morelli;
- I Liberali (liberali) di Edoardo Croci[13];
- LibMov - Movimento Liberali di Alessandro Olmo[14];
- Modernizzare l'Italia di Enzo Raisi[15];
- I Viaggiatori in Movimento di Gustavo Piga[16].

## Risultati elettorali
| Elezione     | Elezione | Voti | %      | Seggi |
| ------------ | -------- | ---- | ------ | ----- |
| Europee 2014 | 197 942  | 0,72 | 0 / 73 |       |